# Cascade Lake
Skylake-SP Ice Lake
(systèmes 1S & 2S)
Cooper Lake
(systèmes 4S & 8S)
Cascade Lake est le nom de code d'une génération de processeurs Intel pour une gamme de serveurs, de stations de travail et de PC de bureau haut de gamme (HEDT), fabriquée en 14 nm et lancée en avril 2019,. Dans le modèle procédé–architecture–optimisation d'Intel, Cascade Lake est une optimisation de Skylake,,,,. Intel indique qu'il s'agit de la première génération de processeurs supportant les modules de mémoire non volatile basés sur 3D XPoint. Il posséde également les instructions Deep Learning Boost (DPL) (en) et les mitigations contre Meltdown et Spectre,. Intel a officiellement lancé les nouveaux SKU Xeon Scalable le 24 février 2020.

## Variantes
- Serveurs : Cascade Lake-SP, Cascade Lake-AP
- Stations de travail : Cascade Lake-W
- PC de bureau haut de gamme (HEDT) : Cascade Lake-X